# Bovarisme
El bovarisme, en termes psicològics, consisteix en una alteració del sentit de la realitat per la qual una persona es considera una altra que no és. Aquest terme psicològic l'introduí Jules de Gaultier, i prové de la novel·la Madame Bovary.

## Madame Bovary
A grans trets, el bovarisme fa referència a l'estat d'insatisfacció crònica d'una persona, produït pel contrast entre les seves il·lusions i aspiracions (que, generalment, són desproporcionades envers les pròpies possibilitats) amb la realitat. Això es pot trobar clarament en el personatge d'Emma Bovary, de la novel·la Madame Bovary, de l'autor francès Gustave Flaubert. Emma és un personatge que ha llegit moltes novel·les romàntiques, com a conseqüència està convençuda que l'home de la seva vida ha de ser i actuar com aquells de les novel·les romàntiques: ha de ser valent, romàntic, ha d'estar disposat a donar la vida per ella, etc. Per això, quan coneix Charles Bovary se n'enamora, ja que Charles és diferent dels (pocs) homes que ha conegut, a més és metge, característica que pot recordar-li a un d'aquells herois de les seves novel·les. Una altra mostra del seu elevat romanticisme i del fet que és força somiadora, es pot trobar quan fa els preparatius per al casament, moment en què demana al seu pare que el casament sigui "celebrat a mitjanit a la llum de les torxes", tot i que, al final, el seu pare s'hi nega.
Els primers dies després del casament, Emma i Charles eren, ambdós, relativament feliços, però després Emma se sent decebuda perquè veu que Charles no és, de cap manera, un home romàntic com els d'aquells llibres (en això rau l'essència l'anomenat bovarisme). Aquest sentiment de decepció es veu agreujat pel fet que en Charles no s'adona del que li passa a ella. Emma, després, culpa a en Charles de la seva desil·lusió i decepció, malgrat que aparentment n'és ella l'única culpable. Aquesta situació es va repetint cada vegada més, fins al punt que Emma culpa en Charles de totes les coses dolentes que li passen.
Més endavant, quan ella i Charles són convidats al castell del marqués d'Andrevilliers, Emma torna a enamorar-se d'un home que li fa pensar que és com els seus herois: el vell duc de Laverdière. Aquest diu haver estat amant de Maria Antonieta d'Àustria i haver viscut a la cort. Això, per a Emma, el converteix en un d'aquells cavallers amb els quals havia somniat i, quan ha de marxar, s'entristeix perquè ha de deixar aquell luxe que l'envoltava, és a dir, en aquest capítol torna a haver-hi una nova mostra de bovarisme, ja que Emma, una noia de pagès, vol pertànyer a un món que no li correspon, torna a tenir unes il·lusions que topen amb la realitat a la què té accés.

### Bovarisme
Es constata que el bovarisme està extret del personatge d'Emma, un personatge que pretén que la seva realitat sigui com les històries romàntiques que ha llegit. Això fa que, en trobar-se amb la realitat, que és molt inferior a les seves expectatives, quedi decebuda. Aquest sentiment rep el nom de bovarisme i tothom el pot experimentar. Pot ser interpretat, de manera molt general, com un pensament o una forma de ser molt "romàntica" i que els que la pateixen cerquen un amor platònic.

## Altres exemples
Deixant a un costat aquesta novel·la, el bovarisme es podria aplicar a El Quixot en alguns moments, ja que Emma Bovary està inspirada en aquest mític personatge de Cervantes. Com en el cas d'Emma, el Quixot també ha llegit massa llibres i espera que la realitat sigui com allò que ha llegit.